# 第28届大众电影百花奖
第28届大众电影百花奖是中国电影家协会為表彰2005年-2006年杰出华语片颁发的群众性奖项，2006年9月21日公布各奖项的五个提名奖名单。颁奖典礼于2006年10月28日在中国浙江省杭州市黄龙体育馆举行。通过电影频道（CCTV-6）现场直播，由涂经纬、张国立、姜昆、黄宏、吴大维、毕福剑、黄健翔、戴军共同主持。

## 时间表
| 日期           | 活动                   |
| -------------- | ---------------------- |
| 2006年4月20日  | 公布各奖项候选名单     |
| 2006年8月31日  | 初评投票结束           |
| 2006年9月21日  | 公布各奖项提名名单     |
| 2006年10月28日 | 获提名代表与记者见面会 |
| 2006年10月28日 | 第28届百花奖颁奖典礼   |

## 评选流程
2006年中国影协对《大众电影百花奖章程》做了重新修订，增设了终评阶段；并设置8个奖项，包括最佳故事片1部、优秀故事片2部、最佳导演1名、最佳男女主角各1名、最佳男女配角各1名、最佳新人1名。
- 初选阶段，在“截至到2006年4月20日、票房超过500万元、电视播出超过3000万人次观看”的硬性规定下，有48部影片达标，中国城市影院发展协会属下的141位影院经理看全这些影片后，评选出10部候选作品。
- 初评阶段，全国观众可以通过信函、手机、网络和声讯电话四种方式投票。
- 终评阶段，中国影协在北京第二公证处的监督下，分四批从所有投票的观众中抽取了观众评委候选人160名，经过组委会进行资格审查，同时综合各方面因素，最终确定了101名观众评委组成终评委员会。他们（实到99人）在第15届中国金鸡百花电影节期间对10部候选片目进行再次观摩和充分讨论，在10月28日晚百花奖颁奖典礼现场以按表决器的方式当场投票，最终评选出各大奖项[7]。

## 候选名单
影片奖候选名单（10部）
- 《十面埋伏》
- 《千里走单骑》
- 《天下无贼》
- 《功 夫》
- 《生死牛玉儒》
- 《任长霞》
- 《张思德》
- 《神 话》
- 《新警察故事》
- 《霍元甲》

最佳导演候选者（10人）
- 于仁泰(电影《霍元甲》导演)
- 尹 力(电影《张思德》导演)
- 冯小刚(电影《天下无贼》导演)
- 陈木胜(电影《新警察故事》导演)
- 张艺谋(电影《十面埋伏》导演)
- 张艺谋(电影《千里走单骑》导演)
- 宋江波(电影《任长霞》导演)
- 周友朝(电影《生死牛玉儒》导演)
- 周星驰(电影《功夫》导演)
- 唐季礼(电影《神话》导演)

最佳男主角候选者（8人）
- 成龙(电影《神话》中饰演蒙毅、杰克)
- 成龙(电影《新警察故事》中饰演荣警官)
- 刘德华(电影《天下无贼》中饰演王薄)
- 吴 军(电影《张思德》中饰演张思德)
- 李连杰(电影《霍元甲》中饰演霍元甲)
- 吴京安(电影《任长霞》中饰演刘连庚)
- 宋国锋(电影《生死牛玉儒》中饰演牛玉儒)
- 周星驰(电影《功夫》中饰演星)

最佳女主角候选者（5人）
- 刘若英(电影《天下无贼》中饰演王丽)
- 张 瑜(电影《任长霞》中饰演任长霞)
- 杨采妮(电影《新警察故事》中饰演可颐)
- 娜仁花(电影《生死牛玉儒》中饰演谢莉)
- 章子怡(电影《十面埋伏》中饰演小妹)

最佳男配角候选者（12人）
- 元 华(电影《功夫》中饰演二叔公)
- 王庆祥(电影《任长霞》中饰演郑刚)
- 孙 周(电影《神话》中饰演古先生)
- 师小红(电影《任长霞》中饰演邱队长)
- 刘德华(电影《十面埋伏》中饰演刘捕头)
- 陈逸恒(电影《生死牛玉儒》中饰演牛总)
- 唐国强(电影《张思德》中饰演毛泽东)
- 梁家辉(电影《神话》中饰演威廉)
- 葛 优(电影《天下无贼》中饰演黎叔)
- 董 勇(电影《霍元甲》中饰演农劲荪)
- 曾志伟(电影《任长霞》中饰演牛东)
- 谢霆锋(电影《新警察故事》中饰演锋警官)

最佳女配角候选者（5人）
- 元 秋(电影《功夫》中饰演肥婆四)
- 巴德玛(电影《生死牛玉儒》中饰演嫂子)
- 李冰冰(电影《天下无贼》中饰演小叶)
- 柏 青(电影《任长霞》中饰演梁大娘)
- 陶玉玲(电影《任长霞》中饰演长霞母亲)

最佳新人候选者（4人）
- 王宝强(电影《天下无贼》中饰演傻根)
- 孙 俪(电影《霍元甲》中饰演月慈)
- 黄圣依(电影《功夫》中饰演芳)
- 温桂钰(电影《生死牛玉儒》中饰演甜甜)

## 提名及得獎名单
| 最佳故事片 | 最佳导演 |
| --- | --- |
| - 最佳奖：《张思德》 - 优秀奖：《功夫》 - 优秀奖：《生死牛玉儒》 - 《霍元甲》 - 《新警察故事》                                                                  | - 尹力 - 《张思德》 - 周星驰 - 《功夫》 - 张艺谋 - 《十面埋伏》 - 冯小刚 - 《天下无贼》 - 唐季礼 - 《神话》                     |
| 最佳男主角 | 最佳女主角 |
| - 吴军 - 《张思德》 饰 张思德 - 成龙 - 《新警察故事》 饰 荣警官 - 周星驰 - 《功夫》 饰 阿星 - 李连杰 - 《霍元甲》 饰 霍元甲 - 宋国锋 - 《生死牛玉儒》 饰 牛玉儒 | - 刘若英 - 《天下无贼》 饰 王丽 - 张瑜 - 《任长霞》 饰 任长霞 - 章子怡 - 《十面埋伏》 饰 小妹 - 娜仁花 - 《生死牛玉儒》 饰 谢莉 |
| 最佳男配角 | 最佳女配角 |
| - 谢霆锋 - 《新警察故事》 饰 白小年 - 刘德华 - 《十面埋伏》 饰 刘捕头 - 董勇 - 《霍元甲》 饰 农劲孙 - 元华 - 《功夫》 饰 二叔公 - 王庆祥 - 《任长霞》 饰 郑刚   | - 元秋 - 《功夫》 饰 包租婆 - 李冰冰 - 《天下无贼》 饰 小叶 - 柏青 - 《任长霞》 饰 梁大娘 - 陶玉玲 - 《任长霞》 饰 长霞母亲     |
| 最佳新人 | |
| - 孙俪 - 《霍元甲》 饰 张向川 - 温桂钰 - 《生死牛玉儒》 饰 甜甜 - 黄圣依 - 《功夫》 饰 芳                                                                       | |

## 颁奖嘉宾
- 最佳故事片：王晓棠、吴贻弓、于洋
- 优秀故事片：倪萍、翟俊杰、宋春丽
- 最佳导演：于蓝、谢晋、吴思远
- 最佳男主角：田华、刘晓庆、张国立
- 最佳女主角：陶玉玲、王心刚、龚雪
- 最佳男配角：杨在葆、濮存昕、范冰冰
- 最佳女配角：李立群、袁立
- 最佳新人：祝希娟、张瑜

## 相关连接
- 第28届大众电影百花奖完全获奖名单 （页面存档备份，存于）